# Cmentarz wojenny nr 376 – Suchoraba
Cmentarz wojenny nr 376 – Suchoraba – austriacki cmentarz wojenny z okresu I wojny światowej wybudowany przez Oddział Grobów Wojennych C. i K. Komendantury Wojskowej w Krakowie i znajdujący się na terenie jego okręgu X Limanowa.
Znajduje się w zachodniej części miejscowości Suchoraba, w województwie małopolskim, w powiecie wielickim, w gminie Niepołomice.

Niewielki cmentarz zbudowano na rozstajach dróg, pochowano na nim 24 żołnierzy armii austriacko-węgierskiej oraz 14 żołnierzy rosyjskich. Polegli jesienią 1914 r.

Cmentarz projektował Gustaw Ludwig.